# Sudetendeutscher Arbeiter-Turn- und Sportverband
Der Sudetendeutsche Arbeiter-Turn- und Sportverband (ATUS) war ein deutscher Arbeitersportverband in der Tschechoslowakei.
1909 wurde in Prag ein eigenständiger österreichischer Arbeiter-Turnerbund mit Schwerpunkt in Deutschböhmen gegründet. In der Tschechoslowakei ging daraus im März 1919 der Arbeiter-Turn- und Sportverband hervor. 1924 in Karlovy Vary, 1930 in Ústí nad Labem und 1936 in Chomutov veranstaltete der ATUS jeweils ein großes Bundesturnfest.
Nach dem Ende der Arbeitersportbewegung im Deutschen Reich durch die Machtergreifung der Nationalsozialisten erhielt der sudetendeutsche ATUS eine größere Bedeutung in der sozialistischen Sportinternationale.